# Szeberényi Andor
Szeberényi Andor (Maglód, 1824. március 26. – Nagylak, 1895. január 1.) evangélikus lelkész, Szeberényi Gusztáv unokatestvére.

## Élete
Maglódon született, ahol apja Szeberényi András lelkész volt. 1832. október 22-én árvaságra jutott; keresztapja antalóczi Petróczi Márton földbirtokos fogadta örökbe, s ennek házában Antalócon, ahol Teichengräber Lajos nevelő őt a német és latin nyelvben gyakorolta, egy évet töltött; azután Jolsvára küldték, ahol a három algimnáziumi osztályt szlovák és latin nyelven, a IV. osztályt a magyar nyelv elsajátítása végett Sajógömörben végezte. Ezután keresztapja meghalt, nyomorral küzdő édesanyja Krizsek Katalin pedig nem segíthette; tehát minden anyagi segély nélkül ment Selmecbányára, ahol nagybátyja pártfogása mellett, az ottani főiskola anyagi és szellemi jótéteményeiben öt évig részesült. Itt ismerkedett meg és kötött barátságot Petőfi Sándorral. 1843-ban teológiára Pozsonyba ment és két év múlva a hitjelöltségi vizsgát letette. Szabad idejét mint hallgató az ország házában töltötte, a «védegylet»-nél mint díjnok dolgozott és a Lepke című szépirodalmi írott lapot szerkesztette. Külföldre nem mehetvén, elfogadta szülőhelyén a községi jegyzőséget és a jogtudományokban képezte magát. 1846-ban Kecskeméten tette le a jogi vizsgát. 1847-ben fölesküdött királyi táblai hites jegyzőnek. 1849-ben kinevezték Debrecenben a Közlöny című hivatalos lap javítójának, fogalmazói ranggal és díjjal, egyúttal belmunkatársa volt a kormány által kiadott Priatel ludu című szlovák lapnak. Ő nyomatta ki Kossuth Lajos lemondó okiratát és Görgey dictator proclamatióját, miután a nyomdai személyzet szétfutott. A világosi fegyverletétel után mint bujdosó Békéscsabára vetődött, s Broszmann Dániel lelkész-esperes által meghivatott káplánnak, s 1850. szeptember 26-án felszenteltetvén, négy évig működött. 1853-ban meghívták Makóra első paptanítónak, ahol meghonosította az első acélharangokat Magyarországon. 1855. november 18-án Nagylakon (Csanád megye) választották meg lelkésznek és ott hivataloskodott 9 évig mint körlelkész, 9-ig mint jegyző és három hónapig mint helyettes esperes és öt évig mint gyámintézeti elnök. 1878-ban megválasztották országos képviselőnek és három évig képviselte a nagylaki választókerületet. Nagylakon 1873-ban takarékpénztárt létesített és ennek attól fogva elnöke volt.

## Írásai
Cikkei a Protestáns Egyházi és Iskolai Lapban (1846. Kollár János egyházi beszédeit ismertette ifj. Maglódi álnév alatt); a Protestáns Népkönyvtárban (1857. Lombok a reformatio történetéből; a miatt pörbe is fogatott az absolutismus közegei által; Egy álom, Peterdi a bölcs); a Korouhevben (az ág. hitv. ev. tót írók Pantheonja, tótul); a Margócsy József, Hazafiúi elmélkedések c. művében (1870. Az evangeliumon alapuló alkotmány, egyházi beszéd); a Néptanítók könyvébe írt életrajzokat és a hazai népiskolák történetéhez adalékokat; a Tanodai Lapoktól kitűzött 5 darab aranyat az ő műve nyerte el: «Mutattassanak ki a néptanodák nyári látogatásának összes akadályai, s az eszközök, melyekkel azok elháríthatók?» az Aradi Közlönyben (1889. 72. sz. A szabadságharcz kormányának hivatalos lapja); szépirodalmi czikkeket is írt, a politika terén is működött; évekig a magyar hirlapoknak rendes tudósítója és munkatársa volt, legutóbb az Ellenőrnek.

## Munkái
- Egyház és oskola. Vallásos és növelési zsebkönyv. Szarvas, 1853. (500. péld. nyom.)
- A makai ág. h. ev. fiók gyülekezetnek anyaegyházzá lett kinyilatkoztatása s első rendes lelkésze bevezetésének ünnepélye (1854. febr. 19. beszéde.) Uo. 1854.
- A szamosfalvi tanító. Növelészeti iránybeszély. Szeged, 1861. (Dicséretet nyert pályamunka).
- Az 1791. pesti ág. hitv. zsinat történelme. Pest, 1869.
- Beszéd Fábriné Ambrus Mária temetésén. Turócz-Szent-Márton, 1877. (Tótul).
- Slovaci a Svoboda. Uo. 1887. (Tótok és a szabadság. Előbb a Slovenské Pohladyban jelent meg).
- Nagylak multjához. Bpest, 1892.